# Диаманд, Петер
Петер Диаманд (нем. Peter Diamand; 8 июня 1913, Берлин — 16 января 1998, Амстердам) — нидерландский и британский музыкальный администратор австрийско-еврейского происхождения.

## Биография
Родился и получил образование в Берлине. После прихода к власти в Германии нацистов в 1933 году бежал в Нидерланды. В 1934—1939 гг. личный секретарь Артура Шнабеля; во время Второй мировой войны скрывался от нацистов при помощи своей будущей жены Марии Курчо, затем был схвачен и пережил заключение в концлагере.
В 1946—1948 гг. помощник директора Нидерландской оперы, в 1948—1965 гг. генеральный директор Голландского музыкального фестиваля, инициатор приглашения к участию в нём таких музыкантов, как Бенджамин Бриттен, Пьер Булез, Маурисио Кагель. В 1965—1978 гг. директор Эдинбургского международного фестиваля, в 1978—1981 гг. генеральный директор лондонского Королевского филармонического оркестра. В 1981—1987 гг. директор Моцартовского фестиваля в Париже. Был также художественным советником Оркестра Парижа (1976—1998) и театра Ла Скала (1977—1978).
Умер в январе 1998 года в Амстердаме.
Был дважды женат: первая жена Мария Курчо, с которой он развелся в 1971 году и вторая жена — Сильвия Розенберг, развод в 1979 году. Во втором браке был сын.
Заслугой Диаманда считается многолетнее руководство Эдинбургским фестивалем, без чего этот фестиваль, по оценке Ричарда Демарко, вероятно «не выдержал бы долгих испытаний, которые он пережил со стороны враждебной бульварной прессы и бесчувственной бюрократии, включая совет фестиваля, в котором доминируют члены городского совета, не имеющие большого опыта в искусстве».